# Quintenàs
Quintenàs (en francès Quintenas) és un municipi francès situat al departament de l'Ardecha i a la regió d'Alvèrnia-Roine-Alps. L'any 2007 tenia 1.379 habitants.

## Demografia

### Població
El 2007 la població de fet de Quintenas era de 1.379 persones. Hi havia 541 famílies de les quals 98 eren unipersonals (45 homes vivint sols i 53 dones vivint soles), 215 parelles sense fills, 179 parelles amb fills i 49 famílies monoparentals amb fills.
La població ha evolucionat segons el següent gràfic:
Habitants censats

### Habitatges
El 2007 hi havia 634 habitatges, 549 eren l'habitatge principal de la família, 38 eren segones residències i 47 estaven desocupats. 612 eren cases i 21 eren apartaments. Dels 549 habitatges principals, 456 estaven ocupats pels seus propietaris, 85 estaven llogats i ocupats pels llogaters i 7 estaven cedits a títol gratuït; 3 tenien una cambra, 22 en tenien dues, 69 en tenien tres, 186 en tenien quatre i 269 en tenien cinc o més. 433 habitatges disposaven pel capbaix d'una plaça de pàrquing. A 187 habitatges hi havia un automòbil i a 319 n'hi havia dos o més.

### Piràmide de població
La piràmide de població per edats i sexe el 2009 era:
| Homes | Edats   | Dones |
| ----- | ------- | ----- |
| 0     | 95 o +  | 0     |
| 4     | 90 a 94 | 4     |
| 12    | 85 a 89 | 8     |
| 0     | 80 a 84 | 12    |
| 20    | 75 a 79 | 24    |
| 8     | 70 a 74 | 24    |
| 44    | 65 a 69 | 32    |
| 36    | 60 a 64 | 44    |
| 40    | 55 a 59 | 32    |
| 92    | 50 a 54 | 72    |
| 32    | 45 a 49 | 48    |
| 64    | 40 a 44 | 52    |
| 32    | 35 a 39 | 44    |
| 20    | 30 a 34 | 20    |
| 40    | 25 a 29 | 28    |
| 56    | 20 a 24 | 24    |
| 44    | 15 a 19 | 64    |
| 24    | 10 a 14 | 52    |
| 24    | 5 a 9   | 20    |
| 16    | 0 a 4   | 20    |

## Economia
El 2007 la població en edat de treballar era de 887 persones, 636 eren actives i 251 eren inactives. De les 636 persones actives 581 estaven ocupades (319 homes i 262 dones) i 55 estaven aturades (26 homes i 29 dones). De les 251 persones inactives 108 estaven jubilades, 68 estaven estudiant i 75 estaven classificades com a «altres inactius».

### Ingressos
El 2009 a Quintenas hi havia 580 unitats fiscals que integraven 1.474 persones, la mediana anual d'ingressos fiscals per persona era de 17.230 €.

### Activitats econòmiques
Dels 47 establiments que hi havia el 2007, 2 eren d'empreses alimentàries, 1 d'una empresa de fabricació de material elèctric, 3 d'empreses de fabricació d'altres productes industrials, 5 d'empreses de construcció, 9 d'empreses de comerç i reparació d'automòbils, 3 d'empreses de transport, 2 d'empreses d'hostatgeria i restauració, 2 d'empreses financeres, 2 d'empreses immobiliàries, 3 d'empreses de serveis, 9 d'entitats de l'administració pública i 6 d'empreses classificades com a «altres activitats de serveis».
Dels 11 establiments de servei als particulars que hi havia el 2009, 1 era una oficina de correu, 1 una oficina bancària, 1 taller de reparació d'automòbils i de material agrícola, 2 fusteries, 1 lampisteria, 2 perruqueries, 2 restaurants i 1 saló de bellesa.
Dels 4 establiments comercials que hi havia el 2009, 1 era una botiga de més de 120 m², 2 fleques i 1 una fleca.
L'any 2000 a Quintenas hi havia 26 explotacions agrícoles que ocupaven un total de 486 hectàrees.

## Equipaments sanitaris i escolars
L'únic equipament sanitari que hi havia el 2009 era una farmàcia.
El 2009 hi havia 2 escoles elementals.

## Poblacions més properes
El següent diagrama mostra les poblacions més properes.